# Симак (местечко)
Симак — местечко в Переславском районе Ярославской области.

## География
Находится в южной части Ярославской области на расстоянии приблизительно 7 км на запад-северо-запад по прямой от районного центра города Переславль-Залесский у западного берега Плещеева озера.

## История
В 1937 году здесь был основан пионерский лагерь. Отмечен на карте 1940 года как населенный пункт с 4 дворами. С 1961 года строительство пионерлагеря продолжилось, ныне он работает как детский оздоровительный лагерь. До 2018 года местечко входило в состав Пригородного сельского поселения.

## Население
Численность населения: 11 (русские 100 %) в 2002 году, 7 в 2010.